# Tapetum lucidum

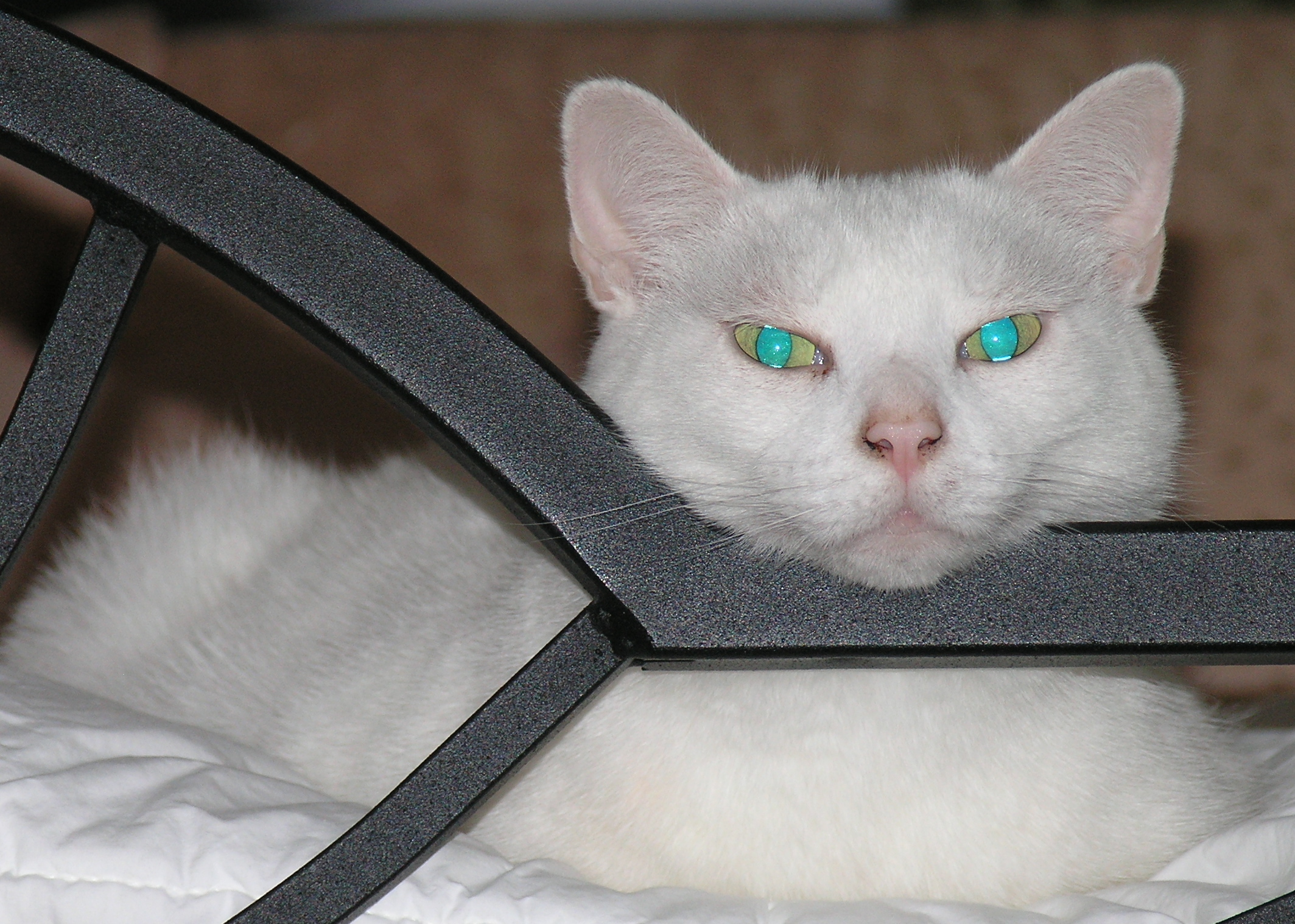
Reflexie a tapetum lucidum la o pisică

Tapetum lucidum este un strat reflectorizant situat în spatele sau chiar în retina multor vertebrate. Reflectă lumina pe retină, mărind cantitatea de lumină disponibilă retinei. Are funcția de a accelera reflexele necondiționate.